# Muanda (República Democràtica del Congo)
Moanda o Muanda és una ciutat situada a la costa atlàntica de la República Democràtica del Congo, a la desembocadura del Riu Congo. S'emplaça a la província del Baix Congo, i té una població aproximada de 50.000 personer.
La ciutat té un aeroport, Codi IATA: FZAG (5° 55′ 51S 12° 21′ 6E), és coneguda per les seves platges, i disposa d'algunes facilitats pel turisme, tot i que aquesta activitat és marginal amb relació a les principals activitats econòmiques de la ciutat, i el destacable Hotel Mangrove, construït els 1960, està deteriorat.
Muanda és a 8 km al nord-oest del petit port de Banana també a la desembocadura del riu Congo.